# L'Île à hélice
L'Île à hélice, sous-titré Les Milliardaires ridicules, est un roman de science-fiction  de Jules Verne, paru en 1895.

## Historique
L'idée d'une île véhiculée est donnée à Jules Verne par Jean Macé, alors que tous deux observaient sur le pont des Arts un bateau-mouche. 
L'œuvre est publiée d'abord dans le Magasin d'éducation et de récréation du 1er janvier au 15 décembre 1895, puis en volume dès le 21 novembre de la même année chez Hetzel.

## Thème
Le roman raconte l'histoire d'un quatuor de musiciens français dans une île flottante, Standard-Island, propulsée, comme l'indique le titre, par des hélices. Cette île flottante contient principalement une ville, Milliard City, habitée uniquement par des gens riches et bénéficiant de tout ce que l'électricité peut procurer. Jules Verne décrit le voyage de cette île dans l'océan Pacifique.
Remarques
- Ne pas confondre ce roman avec Une ville flottante du même auteur, consacré au paquebot géant Great Eastern.
- Le thème de la communauté partageant une surface flottante se trouve déjà dans La Jangada (1881).

## Quelques éléments de l'intrigue

### Les quatre musiciens: le Quatuor Concertant
Le quatuor de musiciens est célèbre et est appelé « le Quatuor Concertant » dans les journaux. Ce sont quatre Parisiens, fiers de leur pays ; leur loyauté entre eux et à leurs amis est totale.        
Ce sont 
- Sébastien Zorn, violoncelliste ;
- Frascolin, deuxième violon ; il se fait gentiment rabrouer par ses amis quand il donne de nombreux détails géographiques ;
- Yvernès, premier violon ;
- Pinchinat, alto ; celui-ci se plaint à chaque étape du voyage de ne pas trouver de vrais cannibales

### Les péripéties les plus marquantes
- L'île est envahie par des animaux sauvages déposés par la perfide Angleterre (fauves, crocodiles et autres) (chapitre 20).
- Des Fidjiens cannibales capturent Pinchinat (chapitre 23) ; après son sauvetage, il décrit ce qui l'a le plus horrifié : « Eh bien, ce n'était pas d'être mangé sur le pouce par ces indigènes !… Non ! C'était d'être dévoré par un sauvage en habit... en habit bleu à boutons d'or… avec un parapluie sous le bras… un horrible pépin britannique. »
- Une troupe armée de bandits des Nouvelles-Hébrides, commandés par Sarol, essaie d'envahir l'île (chapitre 25).

### Une histoire d'amour
L'île est divisée en deux parties, l'une protestante, l'autre catholique, qui s'opposent parfois. Les deux familles les plus riches sont à la tête de ces deux parties. Un homme et une femme de ces deux familles sont amoureux.
Comme dans les autres romans de Jules Verne, il s'agit d'amour mais pas de passion : les deux amoureux attendent l'accord de leur famille, puis, une fois que tout le monde est d'accord, ils attendent patiemment le mariage, bien qu'il soit repoussé plusieurs fois pour des raisons administratives.

### La fin du livre
La fin du livre montre un Jules Verne pessimiste : la population de l'île flottante est divisée en deux factions.
Leur incapacité à s'entendre provoque sa fin. L'île flottante erre sans pouvoir être dirigée, dans un coin de l'océan Pacifique éloigné de toute route commerciale. L'île se désagrège en plusieurs morceaux, l'un d'eux est assez grand pour accueillir tous les habitants de l'île. Ils réussissent à rejoindre la civilisation.

## Jules Verne et les arts
Jules Verne évoque son admiration pour de très grands musiciens : Mozart, Beethoven (1770-1827), Offenbach (1819-1880), Mendelssohn, Halévy, Meyerbeer, Haydn, Onslow (1784-1853), Massenet, Audran et Lecoq, etc.

## Jules Verne royaliste
Les habitants les moins riches de cette île sont un couple royal déchu, le roi et la reine de Malécarlie ; ils ont quitté leur pays quand le peuple n'a plus voulu d'eux. Ils vivent modestement dans cette île de millionnaires ; le roi a une place d'astronome pour gagner sa vie. Les quatre musiciens ont un profond respect pour eux.